# Platystele scopulifera
Platystele scopulifera är en orkidéart som beskrevs av Carlyle August Luer och Dodson. Platystele scopulifera ingår i släktet Platystele och familjen orkidéer. Inga underarter finns listade i Catalogue of Life.